# 丰特亚尔梅希尔
丰特亚尔梅希尔，是西班牙卡斯蒂利亚-莱昂索里亚省的一个市镇。总面积61平方公里，总人口307人（2001年），人口密度5人/平方公里。